# Calymmodon morobensis
Calymmodon morobensis är en stensöteväxtart som beskrevs av Barbara S. Parris. Calymmodon morobensis ingår i släktet Calymmodon och familjen Polypodiaceae. Inga underarter finns listade.